# ماتا سونداري
ماتا سونداري (ਮਾਤਾ ਸੁੰਦਰੀ)، هي الزوجة الثانية للغورو العاشر والأخير للديانة السيخية الغورو جوبيند سينغ، وهي ابنة رام ساران من لاهور.
تزوجت من الغورو جوبيند في أناندبور في 4 أبريل عام 1684 وأنجبوا أبنا واحدا ولد في باونتا في 26 يناير عام 1687.
سونداري تحمل مكانة خاصة في السيخية فقد لعبت دور قيادي مهم بعد وفاة الجورو جوبيند سينغ.